# Ignazio Marini
Ignazio Marini (Tagliuno, 28 novembre 1811 – Milano, 29 aprile 1873) è stato un basso italiano, coetaneo e amico di Giuseppe Verdi, del quale interpretò numerose opere.

## Biografia
Il Marini nacque a Tagliuno di Castelli Calepio da Prospero Marini, di professione notaio, e Caterina Zerbini, casalinga. Veniva da una famiglia benestante ed era il secondo di otto figli; da ragazzo per volere del padre che voleva farne un prete entrò in seminario ma pare che non l'abbia mai frequentato, frequentò invece un collegio dove studiò retorica, anche se subito cominciò a manifestare la sua passione per la musica.
Si iscrisse poi all'Università di Pavia perché voleva diventare ingegnere, però non trascurò mai la musica, finché all'età di 21 anni venne sentito cantare da alcuni interpreti famosi che gli consigliarono di darsi al teatro.
Studiò canto con vari maestri: Giuseppe Pontiroli, Girolamo Fiorini, Eliodoro Bianchi, Francesco Comencini e fece la sua prima apparizione in pubblico il 16 gennaio 1832 quando cantò in un concerto dando prova di buone qualità vocali come basso.
Il vero debutto nell'opera avvenne sempre in quell'anno al Teatro Grande di Brescia dove prese parte alla esecuzione di due opere: Didone abbandonata di Saverio Mercadante e Gli arabi nelle Gallie di Giovanni Pacini.
Dopo alcune esibizioni nei teatri di Varese e di Ferrara il Marini nell'estate del 1833 fece il suo esordio alla Scala di Milano bruciando le tappe visto che di solito i cantanti vi giungevano dopo molti anni di tirocinio.
Il Marini si sposò il 17 marzo 1834 con la cantante Antonietta Raineri, dalla quale in seguito si separò ed ebbe due figli.
In quegli anni il Marini vide la sua fama diffondersi sempre di più e nella primavera del 1836 varcò per la prima volta i confini per esibirsi a Vienna, andò poi nei teatri di Genova, Brescia, Venezia, Torino, Bergamo, Trieste, Roma, Barcellona, Madrid, Londra, L'Avana, New York, Città del Messico, Mosca, Pietroburgo interpretando opere di Giuseppe Verdi, Gioachino Rossini, Vincenzo Bellini, Gaetano Donizetti, Wolfgang Amadeus Mozart e molti altri. Per Verdi, fu, nel 1839, il primo interprete del ruolo del titolo di Oberto, Conte di San Bonifacio, nel 1846 il primo Attila, e, a fine carriera, si esibì nel ruolo comprimariale dell'Alcalde ne La forza del destino, nel 1862.
Nel 1869 si recò con la figlia Elvira, pianista, a Madrid per cantare nell'Otello di Rossini, dopo alcune prove però si ammalò di polmonite e dovette essere sostituito, poi si riprese e riuscì a cantare ancora in modo apprezzabile, questa fu però la sua ultima esibizione in pubblico. Ormai il suo stato di salute cominciava a peggiorare, continuò comunque a lavorare come direttore di scena e nel 1870 si recò in Egitto per svolgere questa funzione in collaborazione con la figlia in tutte le opere della stagione di Carnevale 1870-1871.
Dopo aver lasciato l'Egitto il Marini continuò a dare lezioni di canto a Milano per un certo periodo poi si ammalò e morì all'età di 61 anni il 29 aprile 1873.

## Ruoli creati
- Lord Arcourt ne La gioventù di Enrico V di Mercadante (25 novembre 1834, Milano)
- Guido in Gemma di Vergy di Donizetti (24 dicembre 1834, Milano)
- Giorgio Talbot in Maria Stuarda di Donizetti (30 dicembre 1835, Milano)
- Enrico Gray in Giovanna Gray di Vaccaj (23 febbraio 1836, Milano)
- Lanciotto Malatesta in Francesca da Rimini di Borgatta (28 gennaio 1837, Genova)
- Gusmano ne Le due illustri rivali di Mercadante (10 marzo 1838, Venezia)
- Il duca di Chevreus in Un duello sotto Richelieu di Ricci (17 agosto 1839, Milano)
- Il gran siniscalco in Gianni di Parigi di Donizetti (10 settembre 1839, Milano)
- Oberto in Oberto, Conte di San Bonifacio di Verdi (17 novembre 1839, Milano)
- Marino Boffa in Giovanna II regina di Napoli di Coccia (12 marzo 1840, Milano)
- Arnoldo in Adelia di Donizetti (11 febbraio 1841, Roma)
- Attila in Attila di Verdi (17 marzo 1846, Venezia)
- Un alcalde ne La forza del destino di Verdi (10 novembre 1862, San Pietroburgo)